# Латин (Плашки)
45°06′ пн. ш. 15°21′ сх. д. / 45.10° пн. ш. 15.35° сх. д.
Латин (хорв. Latin) — населений пункт у Хорватії, у Карловацькій жупанії у складі громади Плашки.

## Населення
Населення за даними перепису 2011 року становило 196 осіб.
Динаміка чисельності населення поселення: